# Alex Steinweiss

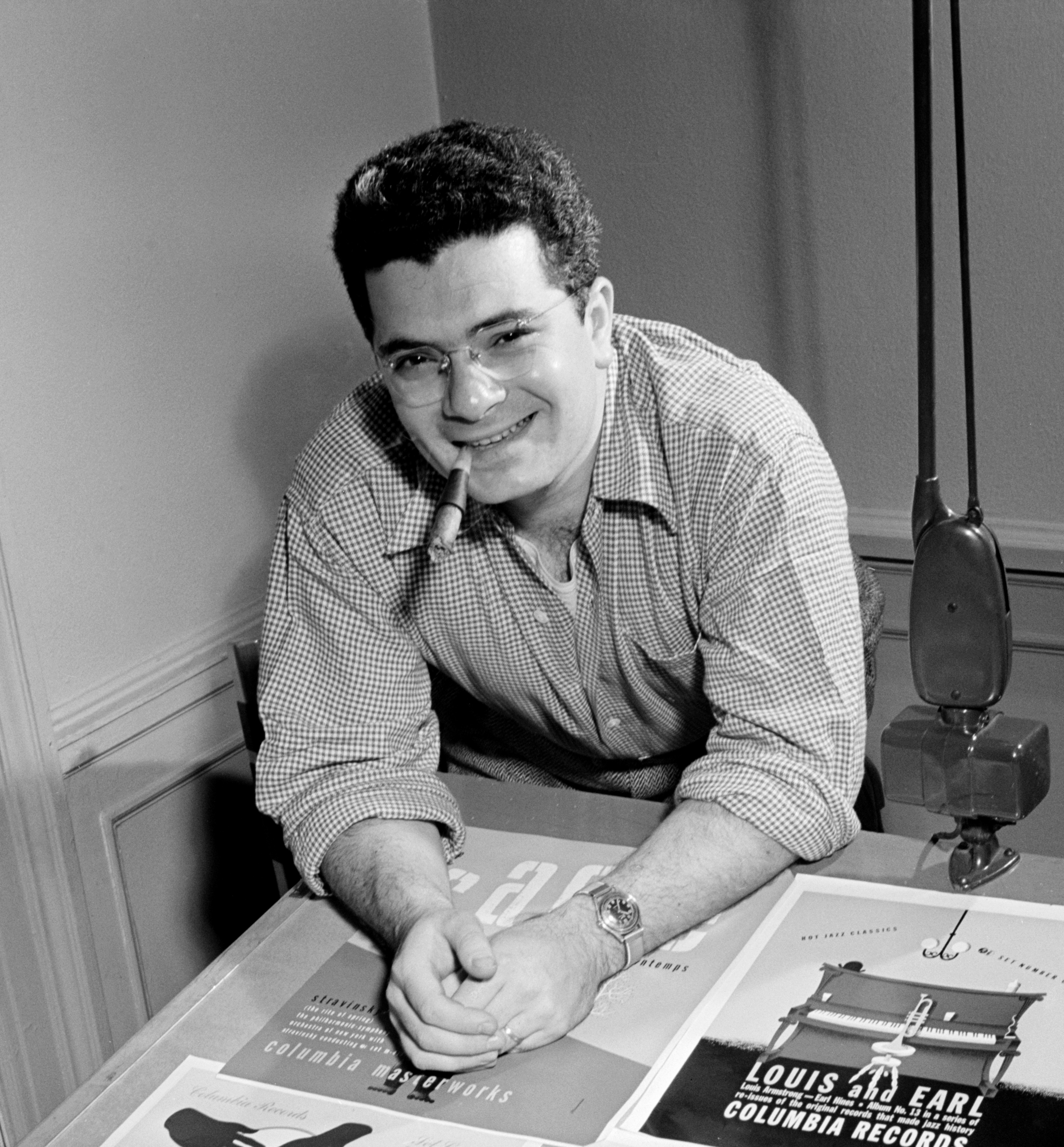
Steinweiss (1947)

Alexander "Alex" Steinweiss (Brooklyn, Nova Iorque, 24 de março de 1917 — Sarasota, Florida, 17 de julho de 2011) foi um designer gráfico norte-americano, considerado o inventor da capa de disco.
Antigamente, as capas dos discos (na época disco de goma-laca) eram feitos de simples papel-cartão mostrando somente o nome do artista. Em 1939, Steinweiss, então diretor de arte da Columbia Records, teve a ideia de colorir e desenhar as capas para ficar mais atrativas. Em 30 anos de carreira Steinweiss desenhou mais de 2 500 capas de discos.

## Literatura
- Alex Steinweiss, The Inventor of the Modern Album Cover. [S.l.]: TASCHEN. 2011. 420 páginas. ISBN 978-3-8365-2771-2 |nome1= sem |sobrenome1= em Authors list (ajuda)
- (em inglês) Em falta ou vazio |título= (ajuda)